# Tatort: Bombengeschäft
Bombengeschäft ist ein Fernsehfilm aus der Krimireihe Tatort. Der von Bavaria Fiction für den WDR produzierte Beitrag wurde am 31. März 2019 im Ersten ausgestrahlt. In dieser 1089. Tatort-Folge ermitteln die Kölner Kommissare Ballauf und Schenk ihren 75. Fall.

## Handlung
Auf der Baustelle eines neu geplanten Wohngebietes wird eine amerikanische Fliegerbombe aus dem Zweiten Weltkrieg gefunden. Obwohl sie ordnungsgemäß und erfolgreich entschärft wurde, stirbt der Sprengmeister Peter Krämer beim Transport der 5-Zentner-Bombe, als er sie in einem alten Bunker, den die Entschärfungsfirma als gesichertes Depot nutzt, abliefern will. Firmenchef Maiwald ist das unerklärlich, weil dieses Modell keinen zweiten Zünder besitzt und nicht hätte explodieren können. Die Kölner Kommissare Max Ballauf und Freddy Schenk wollen nach den ersten Ergebnissen das Ganze als bedauerlichen Unfall einstufen. Sie ziehen zwar auch einen eventuellen Selbstmord in Betracht, finden aber auch dafür keinen gravierenden Anhaltspunkt. Nachdem Dr. Roth in einem Kieferknochen des Opfers einen kleinen Splitter einer modernen Handgranate gefunden hat, scheidet ein Unfall aus. Da die Entschärfungsfirma genau solche Handgranaten im Lager besitzt, sind sich die Kommissare sicher, dort den Täter zu finden. Allerdings finden sich auch Textnachrichten an Krämer, in denen er offensichtlich bedroht wurde. Sie stammen von Sascha Feichdinger, dem Besitzer eines Spielhalle, der sogleich überprüft wird. Dabei stellt sich heraus, dass er vorbestraft ist und regelmäßig Geld von Krämer erhalten hat. Die Befragung Feichdingers ergibt, dass Krämer ihm das Geld überwiesen hat, damit er dafür einen seiner Spielautomaten so manipuliert, dass Krämers Freund, Alexander Haug, dort regelmäßig gewinnen würde. Er war mit ihm gemeinsam in Bosnien im Einsatz, wo Haug nach einer Explosion massiv verletzt wurde und nun von Erwerbsminderungsrente leben muss. Diese besserte ihm Krämer aus Freundschaft und auf diese etwas umständliche Weise auf, weil Haug zu stolz war, das Geld direkt von Krämer anzunehmen. Bei einer Befragung Haugs wird klar, dass er von Krämers finanzieller Unterstützung an ihn tatsächlich nichts ahnt. Dagegen gibt Haug offen zu, in Krämers Frau verliebt zu sein und mit ihm gestritten zu haben, weil dieser seine Frau mit einer Arbeitskollegin betrügen würde. Nach Ansicht der Kommissare wäre es Haug trotz seiner Behinderung durchaus möglich gewesen, die Handgranate zu deponieren und per Fernzündung zur Detonation zu bringen.
Nachdem ein Unbekannter in Krämers Haus eingebrochen ist und offensichtlich etwas gesucht hat, gehen die Ermittler davon aus, dass hier das Motiv für den Mord zu finden ist. Nach ihrer Recherche erstellt die Firma, für die Krämer arbeitete, gelegentlich auch Gutachten für Privatunternehmen zur Bodenbeschaffenheit. Maiwald senior bestreitet allerdings, für das neu entstehende „Flora-Quartier“ eine solche Dienstleistung erbracht zu haben, die dazu dient auszuschließen, dass sich alte Fliegerbomben im Untergrund befinden. Ballauf und Schenk erfahren aber, dass Joachim Maiwald während einer längeren Abwesenheit seines Vaters in der Firma ein solches Gutachten allein übernommen hatte. Dabei hatte er nicht sorgfältig genug gearbeitet, was Krämer herausgefunden hatte, woraufhin er von seinem Kollegen eine Stellungnahme erwartete. Damit Krämer ihn nicht anzeigen konnte, hatte Joachim Maiwald seinen Arbeitskollegen aus dem Weg geräumt.

## Hintergrund
Der Film wurde vom 24. Oktober 2017 bis zum 24. November 2017 in Köln gedreht, u. a. im ehemaligen Bundeswehr-Munitionsdepot in Düren-Gürzenich. Die Premiere erfolgte am 16. September 2018 auf dem Internationalen Filmfest Oldenburg in der JVA Oldenburg. Die Dreharbeiten wurden durch den Kampfmittelbeseitigungsdienst der Bezirksregierung Düsseldorf unterstützt.

## Rezeption

### Einschaltquote
Die Erstausstrahlung von Bombengeschäft am 31. März 2019 wurde in Deutschland von 9,80 Millionen Zuschauern gesehen und erreichte einen Marktanteil von 27,6 % für Das Erste.

### Kritiken
Bei Spiegel Online wertete Christian Buß: „Drehbuchautor und Regisseur Thomas Stiller zeigt eine so verschworene wie versehrte Gruppe von Menschen; [–]. Sein Kölner "Tatort" ist nun eine Art "Hurt Locker" aus dem deutschen Mittelstand. Doch anders als in Kathryn Bigelows Kriegsdrama über ein US-Bombenräumkommando im Irak sieht man hier oft nicht, wie sehr der Druck sich in die Figuren einschreibt. Die Traumata werden oft eher rausgeschrien als sich etwa im ewig alerten oder ewig nervösen Gebaren der Figuren zu zeigen. Es wird zu viel erklärt, zu wenig gespielt.“
Volker Bergmeister wertete bei tittelbach.tv: „Als klassischen Whodunit-Krimi erzählt Thomas Stiller die Story. Es gibt die üblichen Motive – Eifersucht, Streit, Habgier, Rache – und Verdächtige werden der Reihe nach ‚abgearbeitet‘, bis am Ende nur noch einer übrig bleibt. Das ist nicht sonderlich spannend, große Wendungen oder Überraschungen bleiben aus, die Figuren haben wenig Anschlussfähigkeit. Dass Stiller bei der Inszenierung nicht nur auf die klassische Perspektive setzt, verleiht dem Krimi durchaus ein wenig Frische, kann die konstruierte Story aber nicht genügend aufpeppen.“
Für die Frankfurter Allgemeine Zeitung schrieb Heike Huperzt: „Einen vielversprechenden Hinweis für ambitionierte Miträtsler gibt es im 75. Fall des Kölner ‚Tatort‘-Duos […] gleich zu Beginn. Aber es ist wahrscheinlich, dass dessen Liebesmühe an alle Zuschauer unter fünfzig Jahren verschenkt ist. Wie im Grunde die gesamte Folge […], die zumindest erzählökonomisch genauso behäbig Dienst nach ARD-Vorschrift macht wie der inzwischen auch nicht mehr neue Assistent Norbert Jütte (Roland Riebeling), dem bei der Arbeit vor allem die Einhaltung der Pausenzeiten und der Brotbelag wichtig sind.“
Thomas Gehringer merkte im Tagesspiegel an: „Wenn es […] in diesem etwas überladenen Film eine Figur gibt, die das Einschalten lohnt, dann ist dies Alexander Haug (Sascha Alexander Gersak), Krämers ehemaliger Räumdienst-Kollege, der auf den Rollstuhl angewiesen ist, seit er in Bosnien auf eine Mine trat. Haug ist eine schlagfertige Type, die gerne mal derbe und auch doofe Sprüche raushaut […], gleichzeitig dank Gersak sehr kraftvoll und lebendig wirkt.“

## Trivia
Für ihre Dienstfahrten nutzen die beiden Hauptkommissare diesmal einen Buick Riviera Boattail aus den frühen 1970er-Jahren.
Das Antikriegslied zu Beginn der Folge ist Enola Gay der Gruppe OMD, es handelt vom gleichnamigen B-29-Bomber.